# Eupithecia tenerifensis
Eupithecia tenerifensis là một loài bướm đêm trong họ Geometridae.